# Huile d'olive de Nyons
L'huile d'olive de Nyons  est protégée par une appellation d'origine contrôlée (AOC) depuis un décret pris par l'INAO le 10 janvier 1994. Elle est produite dans les environs de Nyons, dans le sud du département de la Drôme et le nord du Vaucluse.

## Caractéristiques du produit
En Provence, l'huile d'olive a plusieurs terroirs classés en Appellation d'origine contrôlée (AOC), dont l'huile d'olive de Nyons en Drôme provençale. Le Syndicat interprofessionnel de défense et de gestion de l’Olive de Nyons et des Baronnies est l'organisme de gestion et de contrôle qui s'occupe du suivi de cette appellation.

## Historique
Les recherches archéologiques ont montré que l’olivier sauvage était présent dans le bassin méditerranéen, il y a plus de 60 000 ans. En France, des feuilles fossilisées datées de 8 000 ans avant notre ère, ont été retrouvées à Roquevaire et à la Sainte-Baume. Le musée de l'olivier de Nyons possède un exemplaire de ces feuilles d’oliviers fossiles.
Justin, dans son Abrégé des histoires philippiques (Historiarum Philippicarum, Livre XLIII, chap. IV,1-2), un ouvrage qu'il présente dans sa préface comme un florilège des passages les plus importants et les plus intéressants du volumineux Historiæ phillippicæ et totius mundi origines et terræ situs rédigé par Trogue Pompée à l’époque d’Auguste, explique : « Sous l'influence des Phocéens, les Gaulois adoucirent et quittèrent leur barbarie et apprirent à mener une vie plus douce, à cultiver la terre et à entourer les villes de remparts. Ils s'habituèrent à vivre sous l'empire des lois plutôt que sous celui des armes, à tailler la vigne et à planter l'olivier, et le progrès des hommes et des choses fut si brillant qu'il semblait, non pas que la Grèce eût émigré en Gaule, mais que la Gaule eût passé dans la Grèce ».
Dans le Nyonsais, le vestige le plus ancien de la culture de l'olivier est une meule à huile ayant appartenu à une villa gallo-romaine du début du Ier siècle. 
Durant tout le Moyen Âge, l'huile d'olive va être peu utilisée, sauf le vendredi et samedi, jours de jeûne, et en Carême pour faire frire le poisson. Louis Stouff, spécialiste de l'histoire de l'alimentation, a constaté : « Dans les livres de compte l'huile d'olive est mentionnée uniquement pour trois aliments fèves, œufs et poisson frit. L'importance de l'huile tient uniquement aux 140 à 150 jours de jeûne ».  
Au XVIIe siècle la culture de l'olivier dépassait économiquement celle des céréales. La vigne était réduite à la portion congrue, le vin produit correspondait à une consommation familiale. Par contre le commerce de l'huile d'olive était important et approvisionnait, via le Rhône, les provinces septentrionales. Mais l'olivier, arbre particulièrement sensible au froid, ne résista pas aux gels de 1709, 1766 et 1789. Au siècle suivant la sélection d'une variété résistante au froid, la tanche, permit aux oliveraies du Nyonsais et des Baronnies de survivre au gel de 1890.
Mais les grands gels restèrent fatals. Alors qu'au début du XXe siècle, il était comptabilisé 1 000 000 d'oliviers environ, ils passèrent à 500 000 en 1929 puis à 250 000 après 1956 et à 220 000 en 1985. La concurrence des huiles de graines fit, de plus, baisser la demande et les oliveraies détruites furent remplacées par la vigne et les arbres fruitiers.
Actuellement, la zone de production  se concentre sur Nyons, Venterol, Buis-les-Baronnies, Mirabel-aux-Baronnies, la Roche-sur-le-Buis et Piégon, ces sept communes représentant 60 % du verger. Ce verger est morcelé et d'une superficie moyenne d'un demi-hectare, soit 55 oliviers par parcelle environ. Si le recul des oliveraies au profit du vignoble a été accentué par le classement en AOC de Vinsobres (1937) et de Saint-Maurice-sur-Eygues (1949), l'obtention de l'appellation d'origine contrôlée pour les olives et l'huile d'olive de Nyons a inversé la tendance permettant aux plantations de redémarrer. Bien que la production d'huile d'olive ne représente que 3 % de la consommation totale en France, elle ne cesse d'augmenter depuis les années 1980. 
Un oléo-tourisme commence à se développer. Le Sentier des Oliviers à Nyons permet de découvrir sa culture à travers son arrivée dans les Baronnies, la fabrication de l'huile, la façon de la cultiver. Au cours de l'année, des manifestations scandent les différentes étapes liées à l'olive et à son huile comme L'huile d'olive en Fête, en janvier à Buis-les-Baronnies et la fête de l'Alicoque ou fête de l'huile d'olive nouvelle, à Nyons, ainsi que les Olivades en juillet à Nyons.

## Zone de production

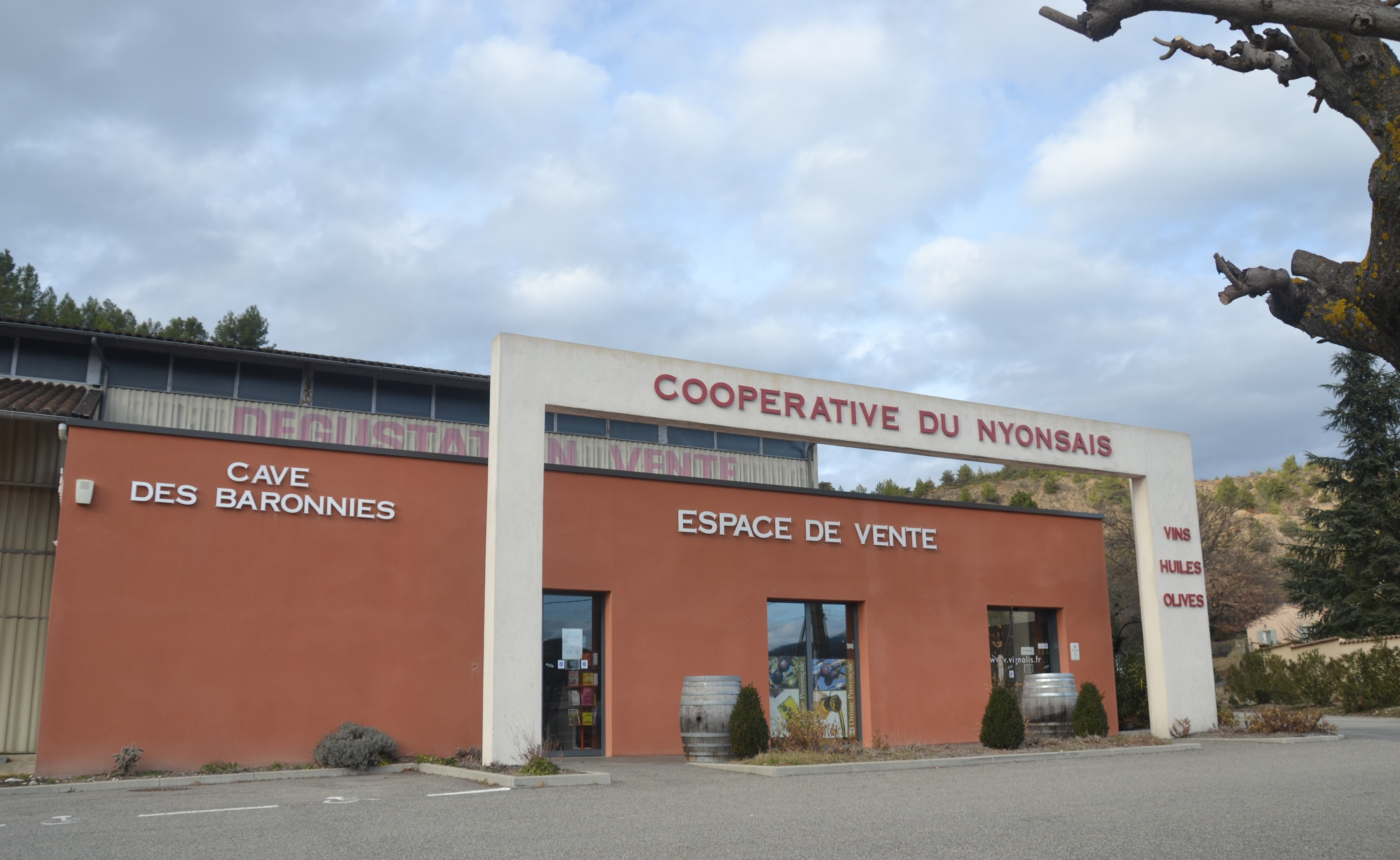
Magasin de vente de la coopérative oléicole et viticole du Nyonsais, aux Pilles

Comme l'Olive noire de Nyons AOC qui la compose, la production s'étend sur deux départements :
Sud de la Drôme (35 communes)
Arpavon, Aubres, Beauvoisin, Bénivay-Ollon, Buis-les-Baronnies, Châteauneuf-de-Bordette, Condorcet, Curnier, Eygaliers, Eyroles, Mérindol-les-Oliviers, Mirabel-aux-Baronnies, Mollans-sur-Ouvèze, Montaulieu, Montréal-les-Sources, Nyons, Le Pègue, La Penne-sur-l'Ouvèze, Piégon, Pierrelongue, Les Pilles, Plaisians, Propiac, La Roche-sur-le-Buis, Rousset-les-Vignes, Sahune, Saint-Ferréol-Trente-Pas, Saint-Maurice-sur-Eygues, Saint-May, Saint-Pantaléon-les-Vignes, Tulette, Venterol, Vercoiran, Villeperdrix, Vinsobres
Nord du Vaucluse (18 communes)
Brantes, Buisson, Cairanne, Crestet, Entrechaux, Faucon, Malaucène, Puyméras, Rasteau, Roaix, Saint-Marcellin-lès-Vaison, Saint-Romain-en-Viennois, Saint-Roman-de-Malegarde, Séguret, Vaison-la-Romaine, Valréas, Villedieu, Visan

## Variétés
Les olives sont de la variété tanche.

## Méthode d'élaboration
Les olives entrant dans la composition de l'huile doivent être livrées au moulinier au maximum 4 jours après la récolte. L'huile est extraite d'olives arrivées à maturité, par des procédés mécaniques, et sans chauffage. La température ambiante ne doit pas excéder 30 °C.

## Commercialisation

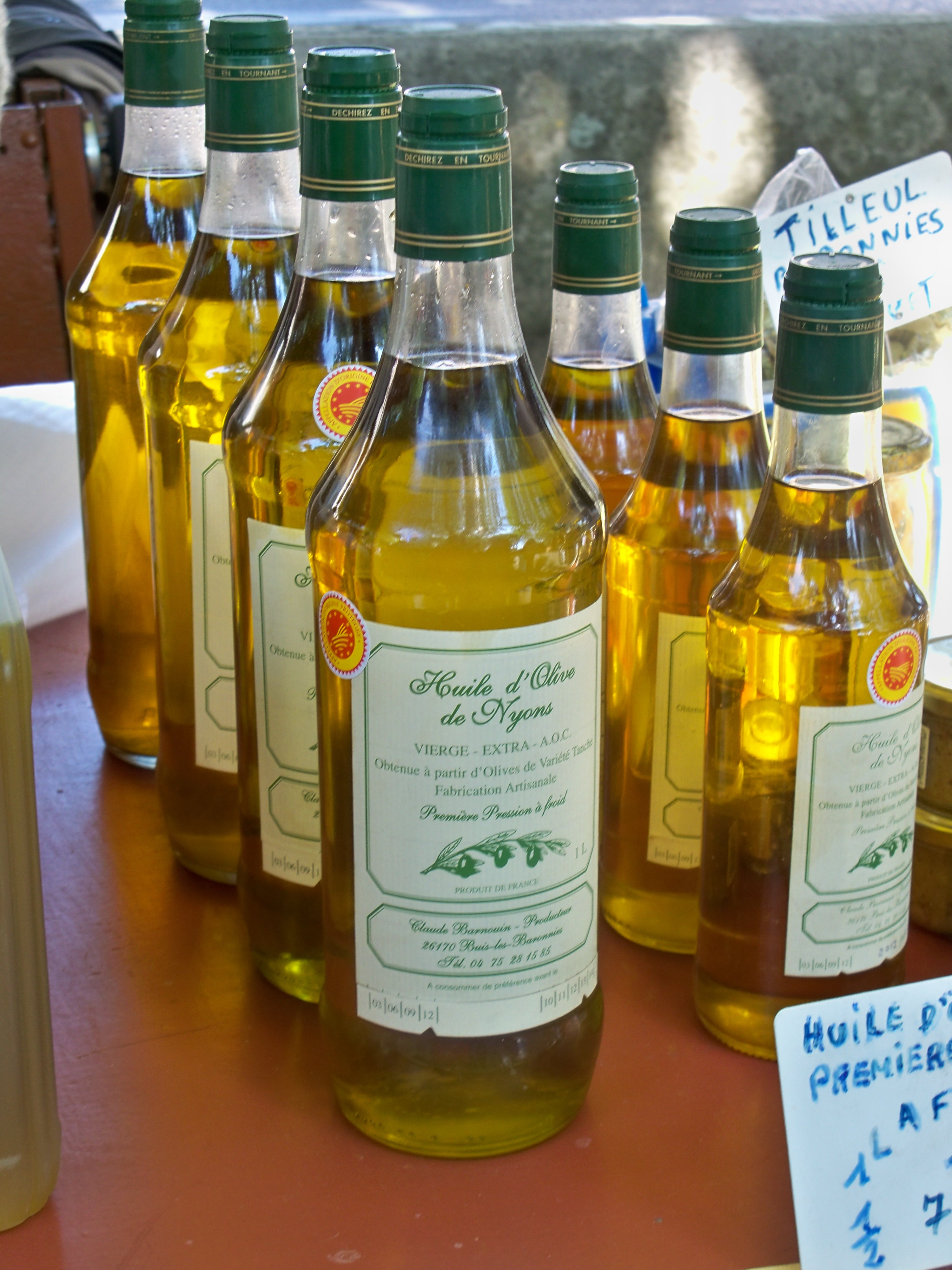
Stand d'huile sur marché de Carpentras

La commercialisation de l'huile d'olive se fait essentiellement par les grandes et moyennes surfaces (GMS) avec 66 % du marché. Viennent ensuite le hard discount (17 %), l'industrie agro-alimentaire (14 %), les épiceries et les marchés (6 %). La vente directe sur le lieu de production n'est pas encore une pratique courante puisque les producteurs et les moulins n'assurent chacun que 3 %. Le secteur de vente le plus dynamique reste le hard discount avec une progression annuelle qui augmente de 3 à 4 %.